# 梅勒·拉克拉尔
梅勒·奥丽达·路易塞特·拉克拉尔（法語：Maëlle Ourida Louisette Lakrar；2000年5月27日—），法国女子职业足球运动员，司职后卫，目前效力于皇家马德里足球俱乐部和法国国家女子足球队。她曾代表法国参加2024年夏季奥林匹克运动会女子足球比赛。